# Данік Михайло Андрійович
Михайло Андрійович Данік (нар. 22 березня 1918, село Глинськ, тепер Роменського району Сумської області — ?) — український радянський партійний діяч, секретар Тернопільського обласного комітету КПУ, 1-й секретар Тернопільського міського комітету КПУ Тернопільської області.

## Біографія
З липня 1941 до липня 1946 року — в Червоній армії. Учасник німецько-радянської війни з травня 1942 року. Служив помічником начальника технічної частини з артилерійського постачання 251-го окремого лінійного танкового полку 108-ї стрілецької дивізії бронетанкових і механізованих військ 65-ї армії. Воював на Південно-Західному, Південному, Донському, Центральному, 1-му та 2-му Білоруських фронтах.
Член ВКП(б) з листопада 1942 року.
Освіта вища.
До вересня 1952 року — 1-й секретар Теребовлянського районного комітету КП(б)У Тернопільської області.
У вересні 1952 — 1953 року — завідувач адміністративного відділу Тернопільського обласного комітету КПУ. У травні (затв.) 1953 — 1954 року — завідувач відділу адміністративних і торгово-фінансових органів Тернопільського обласного комітету КПУ
У липні 1954 — листопаді 1963 року — секретар Тернопільського обласного комітету КПУ з питань промисловості.
26 жовтня 1963 — січень 1965 року — 1-й секретар Тернопільського міського комітету КПУ Тернопільської області.
26 січня 1965 — травень 1972 року — секретар Тернопільського обласного комітету КПУ з питань промисловості.
Подальша доля невідома.

## Звання
- інженер-капітан
- майор

## Нагороди
- орден Трудового Червоного Прапора (26.02.1958)
- орден Вітчизняної війни І ст. (11.08.1943)
- два ордени Вітчизняної війни ІІ ст. (18.03.1945, 6.04.1985)
- орден Червоної Зірки (19.07.1944)
- медаль «За оборону Сталінграда»
- медаль «За перемогу над Німеччиною у Великій Вітчизняній війні 1941—1945 рр.» (1945)
- медалі